# Instruccions de l'any XIII

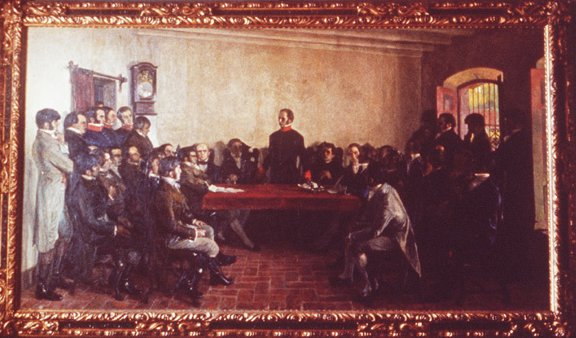
"Instruccions de l'any XIII". Obra realitzada per Pablo Blanes Viale al 1898.

Les instruccions de l'any XIII van ser el mandat que van portar els diputats de la Província Oriental a l'Assemblea Nacional General Constituent del 1813 de les Províncies Unides del Riu de la Plata. A l'any 1813 la junta de Buenos Aires va decidir convocar a tots els pobles de les Províncies unides del riu de la plata perquè enviessin representats a una assemblea per a definir el tipus de govern del nou país. Les instruccions de l'any XIII defenien els conceptes d'independència, república i federalisme. Proposaven "conservar la igualtat, llibertat i seguretat", que el govern federal se situès a fora de Buenos Aires, alliberar el comerç entre províncies, determinar el dret a posseir armes, i declarar ports lliures a Maldonado i Colonia del Sacramento. Per una altra banda, el document definia els límits de la Banda Oriental.
El contingut del document, contrari al projecte de nació unitària liderat per Carlos María de Alvear, va determinar el rebuig dels diputats orientals, que no van poder incorporar-se a l'Assemblea.

## Causes de les Instruccions de l'any XIII
Després de la caiguda del govern del Primer Triumvirat i la creació d'un Segon Triumvirat, el Cabildo de Buenos Aires va aprovar un reglament que havia d'acatar el nou govern i li manava, que convoqués una Assemblea General de les províncies en un termini de tres mesos de forma "precisa i indispensable". Aquesta semblava tenia com a objectiu central el de redactar una constitució provisional i tindria un poder tan extens "com els pobles li volguessin donar". Alguns historiadors creuen que hi havia dos objectius principals en l'assemblea: Declarar la independència i dictar una constitució per al nou estat. Si bé al text final no és parlava directament d'independència, a la fórmula del jurament que es prescrivia per a tots els membres del triunvirat s'eliminava tota referència a Espanya i a Ferran VII.
L'assemblea es va reunir el 31 de gener del 1813. Per al seu correcte funcionament prèviament s'havia aprovat un procediment pel qual els pobles havien d'ajustar l'elecció dels seus representants. Aquests, havien d'anar a l'Assemblea General proveïts d'un plec d'instruccions en les quals és consignés la voluntat dels seus electors sobre els temes que consideressin importants.
José Rondeau, que amb prou feines havia iniciat el segon setge de Montevideo, va urgir Artigas perquè jurés fidelitat a l'Assemblea reunida a Buenos Aires. El cabdill, no obstant, va demanar que es posposés aquesta cerimònia fins a la realització del congrés Provincial que havia convocat i que s'iniciaria el 5 d'abril del 1813 a la quina de Manuel Saniz de Cavia situada a Montevideo (actual intersecció dels carrers avinguda Itàlia i Morales, on es troba l'Hospital Britànic). Artigas a pesar de fer cas omís a alguns reglaments de l'Assemblea General com el nombre de representants que s'havien d'escollir, etz, es va disposar a formar el Congres de tres creus (nom del congrés provincial) en reconeixement de l'assemblea, i va elegir als representants i va redactar les instruccions que havien de portar els representants, les anomenades Instruccions de l'any XIII.

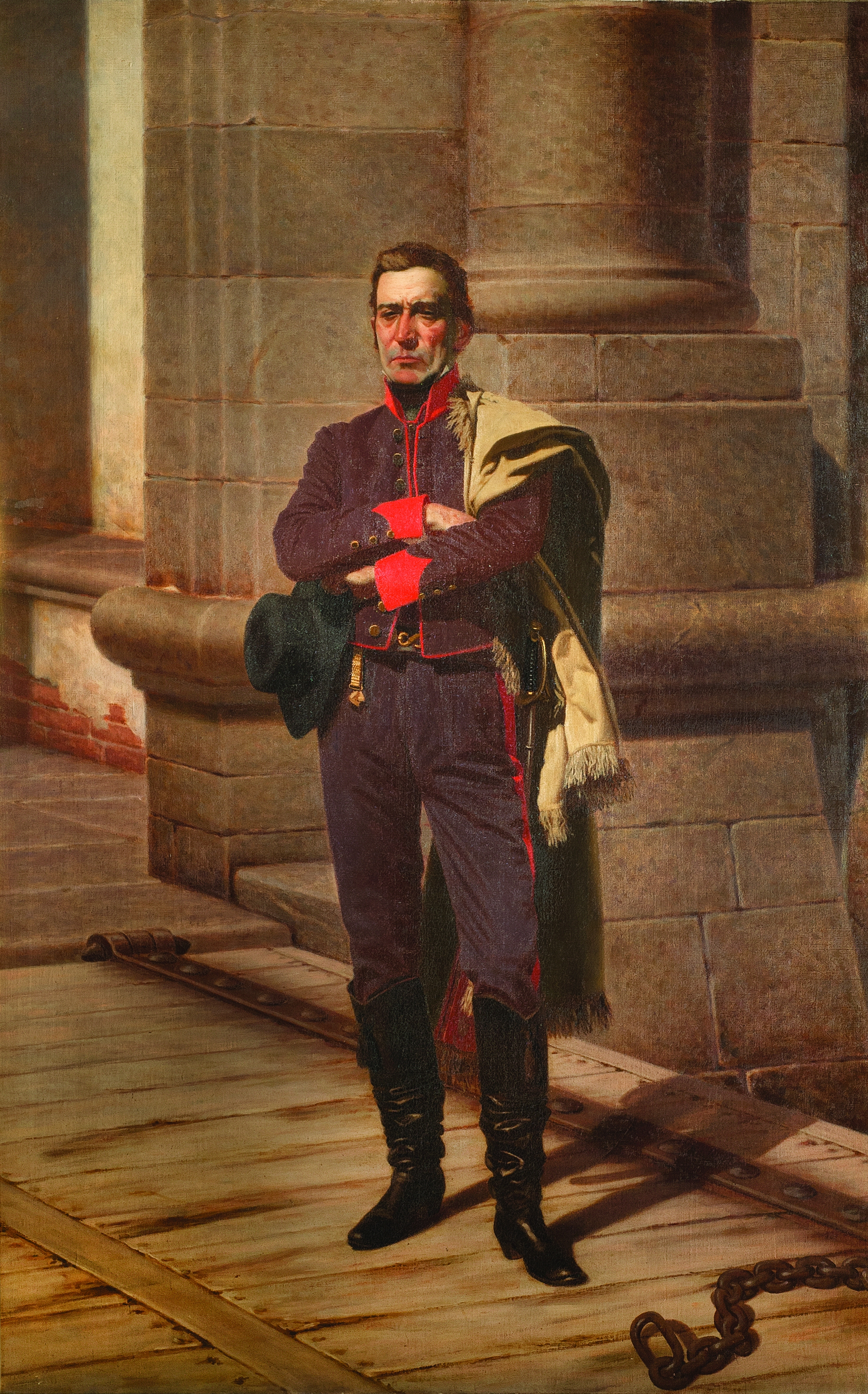
Artigas a la Ciudadela (1884), quadre de Juan Manuel Blanes.

El primer dia de la reunió Artigas va exposar les seves idees en el discurs conegut com L'Oració d'Abril. En aquesta, va reconèixer que la seva autoritat com a Cap havia de donar pas a la propia decisió del poble "La meva autoritat emana de vosaltres i aquesta cessa davant la vostra presència sobirana". El mateix dia es va redactar l'acta de condicions de reconeixement. Allí es plantejava:
- Els Orientals havien de ser reivindicats públicament, ja que Manuel de Sarratea els havia considerat traïdors.[6]
- S'havia de mantindre el setge de Montevideo iniciat el 1812.[6]
- Es respectaria l'autonomia de la Banda Oriental, que passaria a considerar-se una província.[6]

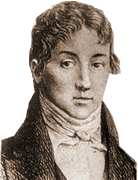
Sarratea.

## Participants de la redacció de les Instruccions de l'any XIII
El text de les instruccions que van rebre els diputats (representants) no va ser discutit al congrés; Es parla d'una tercera reunió plenària al dia 15 d'abril però no hi ha constància d'aquesta. El document expressava llavors les opinions d'Artigas i els seus cercles íntims. La redacció va correspondre, sens dubte, a Miguel Barreiro, segon nebot d'Artigas i per aquella època un estret col·laborador. Si bé les mateixes han sét atribuïdes a José Benito Monterroso, també segon nebot i secretari d'Artigas, o a Dámaso Antonio Larranyaga. Però cap dels dos va assistir al congrés. Larranyaga estava a Buenos Aires i Monterroso a Cordova, realitzant estudis eclesiàstics.
El pensament federalista expressat a les instruccions va ser la principal causa per la qual els diputats orientals (que eren Mateo Vidal, Felipe Cardoso, Marcos Salcedo, i Francisco Bruno de Rivarola) van ser rebutjats al arribar a Buenos Aires i no se'ls va permetre entrar a l'Assemblea. Els diputats Dámaso Gómez Fonseca per Maldonado i Dámaso Antonio Larranyaga per Montevideo havien set elegits de la forma prescrita i abans del Congrés de Tres Creus, pel que van ser admesos. No obstant, Larranyaga va cedir els seus poders a Tomás García de Zúnyiga, enviat d'Artigas, qui al seu torn va desistir incorporar-se. Gómez Fonseca, resident a Buenos Aires, va ser el vicepresident de l'Assemblea durant el mes de maig del 1813.

## Inspiració de les Instruccions de l'any XIII
La inspiració de les Instruccions de l'any XIII està clarament en els textes legals estadounidenses. Això és a causa de la gran influència del liberalisme nort-americà sobre la revolució hispanoamericana, que semblava haver set molt més marcada que la provinent de la Revolució Francesa. Alguns paràgrafs del document artiguista van ser agafats directament de les obres de Thomas Paine, publicades a Filadèlfia el 1811 i traduïda al castellà, i altres de La història concisa dels Estats Units de John Mc Culloch. Les obres de Thomas Paine contenien un llarg apèndix de documents com la Declaració d'Independència dels Estats Units, la Constitució Federal del 1789, i les constitucions estatals de Massachusetts, Nova Jersei, Pennsilvània i Virgínia. És clar que les instruccions van tindre un vincle sòlid amb el pensament liberal de l'època en les seves versions més avançades.
Quant a les fonts materials o texts models utilitzats per a la redacció de les instruccions, són diversos els documents nord-americans i entre els autors destaquen Thomas Paine i Jean-Jacques Rousseau

## Els vint articles
Els vint articles proposats per Artigas eren els següents:
| « | - 1. La declaració de la independència absoluta d'aquestes colònies, que aquestes queden exemptes de tota obligació de fidelitat a la corona d'Espanya i família dels Borbons, i que tota connexió política entre elles i l'Estat d'Espanya és i ha de ser totalment dissolta. - 2. No s'admetrà cap altre sistema que el de la confederació per al pacte recíproc amb les províncies que formen el nou estat. - 3. Promourà la llibertat civil i religiosa en tota la seva extensió imaginable. - 4. L'objectiu i finalitat del Govern ha de ser conservar la igualtat, llibertat i seguretat dels seus ciutadans i dels Pobles, cada província formarà el seu govern sota aquestes bases, a més del Govern Suprem de la Nació. - 5. Així aquest com aquell es dividiran en Poder Legislatiu, Poder Executiu i Poder Judicial. - 6. Aquestes tres ressorts mai podran estar units entre si, i seran independents en les seves facultats. - 7. El Govern Suprem entendrà n´més dels negocis generals de l'Estat. La resta es particular al govern de cada Província. - 8. El territori que ocupen aquests pobles de la costa Orient del Riu Uruguai, fins a la fortalesa de Santa Teresa forma una única província, anomenada La Província Oriental del Riu de la Plata. - 9. Els set pobles de Misiones, els de Batoví, Santa Teresa, San Rafael i Tacuarembó, que avui ocupen injustament els portuguesos, seran reclamats i en tot moment seran territori d'aquesta província. - 10. Que aquesta Província per la recent entra separadament en una lliga ferma d'amistat amb les altres, per a la seva defensa comú, seguretat de llibertat, i per a la seva mútua i general felicitat, obligant-se a assistir a cada una de les altres contra tota violència o atacs o fets sobre les altres, o sobre alguna d'elles, per motiu de religió, sobirania, trànsit, o qualsevol altre pretext, sigui quin sigui. - 11. Que aquesta Província reté la seva sobirania, llibertat i independència, tot poder, jurisdicció i dret que no sigui delegat expressament per la Confederació a les Províncies Unides juntes al Congrés. - 12. Que el port de Maldonado sigui lliure perquè tots els bucs que hi concorrin a la introducció d'efectes i exportació de fruita, posant-se la corresponent duana a aquell poble; Demanant-se a l'efecte que s'oficii al comandant de les forces de Sa Majestat Britànica sobre l'obertura d'aquell port perquè protegeixi la navegació o comerç de la seva nació. - 13. Que el port de Colònia sigui igualment habilitat en els termes escrits en l'article anterior. - 14. Que cap taxa o dret s'imposi sobre articles exportats d'una província a una altra; Ni que cap preferència és doni per qualsevol regulació de comerç, o renta als ports d'una província sobre els d'una altra; Ni els vaixells destinats d'aquesta província o una altra seran obligats a entrar, ancorar o pagar drets en una altra. - 15. No es permetrà que es facin lleis per a aquesta província sobre bens d'estrangers que morin sense fer testament, sobre multes o confiscacions que abans implicaven al rei, i sobre territoris d'aquest, mentre aquesta no forma el seu reglament i determini a quins fons s'han d'aplicar, com a únic dret el fer-ho en el terme econòmic de la seva jurisdicció. - 16. Que aquesta província tindrà la seva constitució territorial; I que aquesta té el dret de sancionar la general de les Províncies Unides que formi l'Assemblea Constituent. - 17. Que aquesta Província té dret per alçar els regiments que necessiti, nombrar als oficials de campanya, reglar la milícia pròpia per al la seguretat de la seva llibertat, i per això no podrà violar-se el dret dels pobles per a guardar i tenir armes. - 18. El despotisme militar serà precisament aniquilat amb traves constitucionals que assegurin inviolable la sobirania dels pobles. - 19. Que de forma precisa i indispensable, sigui fora de Buenos Aires on resideixi el lloc del governador de les Províncies Unides. - 20. La constitució garantirà a les Províncies Unides una forma de govern republicana, i que assegurarà a cadascuna d'elles de les violències domèstiques, usurpació de drets, llibertat i seguretat de la seva sobirania, que amb la força de les armes intenti sufocar els principis proclamats. I així mateix prestarà tota la seva atenció en l'honor, fidelitat i religiositat, a tot quan es cregui o jutgi necessari per a preservar a aquesta Província els avantatges de la llibertat i mantindre un govern lliure, de pietat, justícia, moderació i indústria, per a tot el qual, etcètera. | » |

## Conseqüències
Els plantejaments proposats per Artigas contradient altament l'ideari polític de la diligència de Buenos Aires, que es basava en principis totalment diferents. Per aquests, fins i tot els seus elements més lúcids i honestament liberals, l'Estat havia d'organitzar-se segons els principis de jerarquia política que inclogués la natural divisió social. Això només era possible establint un govern centralitzat i poderós al qual havien de subordinar-se les províncies previ acord de participació d'aquest. El desenvolupament només era possible en aquesta concepció, si existia una classe dirigent proveïda de poders capaços de crear una legislació justa, equilibrada i racional a la que tots s'haguessin de sotmetre per a entrar en la senda del progrès, la cultura i la prosperitat. Aquesta dirigencia havia de sorgir, per descomptat, de la classe il·lustrada que en la seva gran majoria residia a les ciutats, i particularment a Buenos Aires. La ciutat, vinculada als corrents econòmics, intel·lectuals i polítics del món, representava la "civilització" davant d'una "barbàrie" provincial de reminiscències feudals que era necessari, precisament, "civilitzar".
Davant d'aquesta idea s'alçava la visió federal, més àmplia i democràtica, basada en els drets de les comunitats i la idea que una nació només podia construir-se amb l'aportació igualitària de tots els seus sectors socials. Una visió arrelada en un concepte d'igualtat profundament arrelat per la població humil del medi rural, que repetia que "ningú és més que ningú" i que rebutjava la idea que la direcció havia d'estar monopolitzada pels il·lustrats i els doctors. Davant la pretensió hegemònica d'aquests, instal·lats majoritàriament a Buenos Aires, el federalisme, alhora integrador i gelós de la defensa dels drets dels pobles, apareixia com una necessitat inevitable. Artigas el va concebre no només per les seves lectures de textos nord-americans, sinó per la seva experiència dels horribles fets del 1811, en el curs dels quals els drets del seu poble oriental van ser menyspreats en nom d'interessos estranys, que es pretenien superiors.
El programa polític de les Instruccions de l'any XIII era, per tant, totalment inassumible pels homes que dirigien els destins de la naixent comunitat política platense. La seva pretensió d'una igualtat provincial, que d'alguna manera apuntava a una equitat de drets per sobre de les classes, semblava un sense sentit irracional per Rivadavia, Sarratea o Alvear. Significava posar en el mateix pla a la "civilització" i la barbàrie ". I els líders cabildos que ho impulsaven, començant per Artigas, eren, en la concepció d'ells, "anarquistes", en el sentit d'afavoridors del caos, d'enemics del centralisme civilitzador. L'enteniment era impossible. Els que ho van intentar com José San Martín, van acabar marginats i frustrats. Aquests dos idearis polítics altament antagònics aviat comportarien la major ruptura entre Artigas i el govern de Buenos Aires.

## Repercussions a les Províncies i l'assemblea general
Els diputats representants orientals que van ser elegits al congrés de Tres Creus van arribar a Buenos Aires. Van presentar les seves credencials davant de l'Assemblea General, i amb les excepcions de Larranyaga i Gómez Fonseca van ser rebutjats amb l'argument - formalment inapel·lable - que havien sét elegits al marge de les disposicions dictades al respecte. L'argument era amb prou feines un pretext que quedava demostrat en el fet que altres representants provincials electes amb les mateixes irregularitats que els orientals van ser acceptats sense cap protesta. El verdader motiu del rebuig estava en el programa federal que sostenien a les instruccions de l'any XIII, i que col·lidia frontalment amb les idees de la majoria alvearista, predominant en el si de l'Assemblea General. Tampoc podia aquesta, que estava considerada entitat sobirana, admetre el reconeixement de la seva autoritat condicionada a un pacte. Les instruccions que portaven els diputats orientals estaven tenint una repercussió molt més gran que la que el propi Artigas havia previst. Ja circulaven per Santa Fe i per altres províncies del litoral, algunes còpies d'aquestes instruccions. En aquests territoris, el federalisme estava molt estès. El diputat oriental Felipe Santiago Cardoso, des de la capital de Buenos Aires i seguint amb tota probabilitat ordres expresses d'Artigas, es comunicava amb els líders provincials per a fer-los-hi conèixer el programa federal i invitar-los a que s'hi adherissin: Se sap amb precisió del seu contacte amb el president de la Reial Audiència de Charcas, a l'Alt Perú (actual Bolívia). Després d'això, Artigas va enviar un ofici al triumvirat criticant fortament les disposicions del mateix, que va comportar una major ruptura entre el cabdill i el govern de Buenos Aires, pel que aquest va decidir empresonar al diputat oriental Felipe Santiago Cardoso per activitats subversives.